# Groothertogdom Posen
Het groothertogdom Posen of het groothertogdom Poznań (Duits Großherzogtum Posen, Pools Wielkie Księstwo Poznańskie) was een deel van het koninkrijk Pruisen. Het groothertogdom ontstond uit de door Pruisen geannexeerde delen tijdens de Poolse Delingen en werd in 1815 formeel erkend tijdens de napoleontische oorlogen. Volgens de afspraken die tijdens het Congres van Wenen gemaakt werden zou het enige autonomie genieten, maar in de praktijk was het volledig aan Pruisen onderworpen en werden de rechten van Poolse burgers niet erkend. Het groothertogdom werd in de Pruisische grondwet van 1848 vervangen door de Provincie Posen.

## Geschiedenis
De provincie behoorde oorspronkelijk tot het koninkrijk Polen en kwam ongeveer overeen met Groot-Polen, de oorsprong van de Poolse natie. Het gebied kwam bij de Tweede (1793) en Derde (1795) Poolse Deling aan Pruisen en maakte aanvankelijk deel uit van de provincie Zuid-Pruisen. Het in dit gebied overheersende feodale stelsel werd nog voor 1807 in het kader van de boerenbevrijding door de hervormingen van baron vom Stein afgeschaft.
Zuid-Pruisen kwam bij de Vrede van Tilsit (1807) aan het hertogdom Warschau. Deze staat werd in 1815 opgeheven en aan Rusland (Congres-Polen) en Pruisen (groothertogdom Posen) toegekend, terwijl Krakau als republiek Krakau zelfstandig werd.
Posen werd nu als groothertogdom een autonoom gebied onder de Pruisische kroon, buiten de Duitse Bond, waarin de Poolse meerderheid het recht op "vrije ontwikkeling van de Poolse natie, cultuur en taal" bezat. In het jaar van de stichting van het groothertogdom werd prins Antoni Radziwiłł tot stadhouder benoemd. Het aanvankelijk gematigde beleid jegens de Polen werd na de Novemberopstand in Warschau (1830) onder eerste president Eduard Heinrich von Flottwell in toenemende mate anti-Pools, met name wat betrof de onderwijs- en kerkpolitiek.